# Ann Donahue
Ann Donahue é produtora e escritora das aclamadas séries de televisão CSI: Crime Scene Investigation, CSI: Miami e CSI: NY.